# ロンドン警視庁テロ対策指令部
ロンドン警視庁テロ対策指令部（ロンドンけいしちょうテロたいさくしれいぶ、英語: Counter Terrorism Command）は、ロンドン警視庁の公安警察部門。専門業務部 (Specialist Operations) の活動指揮部署（OCU）の一つであり、主として対テロ作戦を所掌する。OCUとしての部署番号はSO15。

## 概要
ロンドン警視庁において、高度の専門知識が必要で、また、国家的な業務を所掌する専門業務部 (Specialist Operations) に属しており、テロの脅威からイギリスの治安と国益を守ることを任務とする。そのためにSO15は国内はもちろん、海外でも捜査を行う。日本では、警察庁警備局国際テロリズム対策課や警視庁公安部が同様の任務を行っている。
情報収集を行う「特別部」（Special Branch、SO12）と、テロ対策を行う「テロ対策部」（Metropolitan Police Anti-Terrorist Branch、SO13）が統合されて2005年10月2日に誕生した。要員は1500人。部長は副警視監が務める。現在の部長はリチャード・スミス副警視監。
ロンドンの組織ではあるが、国家的なテロ対策にも携わっている。例えば、テロ組織への諜報活動を行うほか、過激派対策を担当する「国家対過激派部隊」（National Domestic Extremism Unit）という部隊を持つ。その他、公職守秘法（Official Secrets Act）関係や戦争犯罪、人道に対する犯罪、政治的な動機を持つ殺人といった安全保障関係の捜査も行う。